# Madeleine Béjart
Madeleine Béjart (ur. 8 stycznia 1618, zm. 18 lutego 1672) – francuska aktorka i dyrektorka teatru; jedna z najbardziej znanych aktorek scenicznych XVII wieku; współzałożycielka Illustre Théâtre.

## Życiorys
Madeleine pochodziła z teatralnej rodziny Béjart. Jej rodzicami byli Joseph Béjart i Marie-Herve Béjart. Rodzeństwo Madeleine: Joseph (ok. 1616–59), Louis (1630–78) i Genévieve (1624–75) także było aktorami, podobnie jak jej córka lub siostra Armande (1642?–1700). 
Madeleine debiutowała (wraz ze swoim starszym bratem Josephem) w Théâtre du Marais pod koniec lat 30. XVII wieku. Grała tam na pewno w latach 40. i tam poznała Molière’a, który według niektórych źródeł stał się jej kochankiem.
W 1643, wraz z Molièrem, założyła Illustre Théâtre. Po dwóch latach zadłużony zespół teatralny musiał opuścić stolicę i stał się wędrowną trupą. Madeleine była postrzegana jako osoba potrafiąca podnieść morale zespołu, sprawna administratorka oraz przede wszystkim jako utalentowana aktorka. Według Georges’a de Scudery była dobrą tancerką, grała też na instrumentach muzycznych. Cechował ją dowcip, potrafiła prowadzić zajmującą rozmowę oraz sprawnie posługiwała się piórem. Béjart występowała w rolach soubrettes, czyli zalotnych, frywolnych młodych służących, z których część Molière napisał specjalnie dla niej. Były to m.in. Maryśka w Pociesznych wykwintnisiach, Liseta w Szkole mężów oraz Doryna w Świętoszku.
Madeleine miała córkę, Armande Béjart, także aktorkę. Jej ojcem mógł być Esprit-Raymond de Mormoiron, hrabia Modène, niektóre źródła podają jednak, że Madeleine i Armande były siostrami. Armande w 1653 została żoną Molière’a.